# Visconti di Narbona

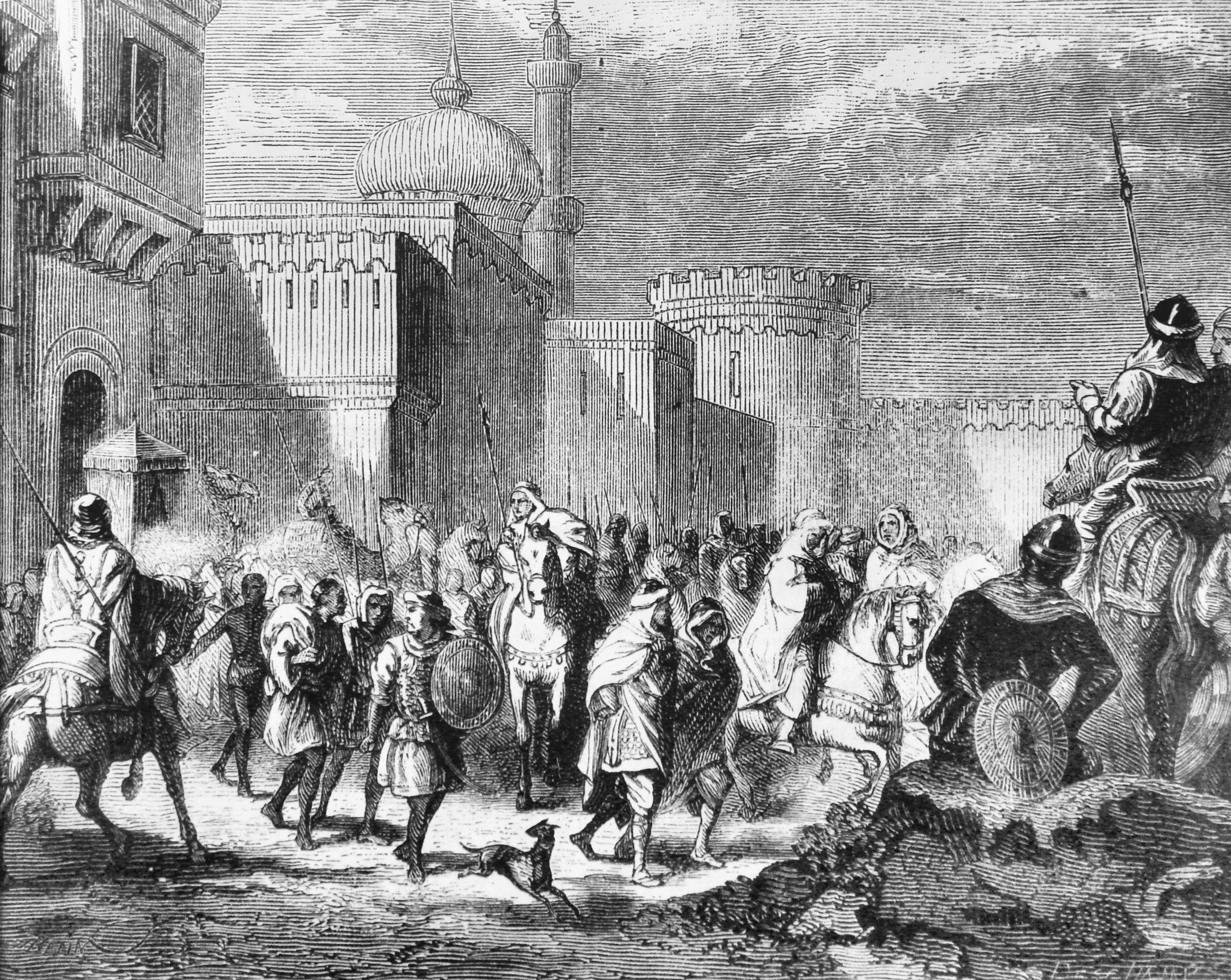
I Mori lasciano Narbona, nel 759, sconfitti da Pipino il Breve

Stemma del casato di Narbona-Lara, titolare del viscontado dal 1192 al 1424

Stemma dell'ultimo visconte della casa di Narbona-Lara, Guglielmo III di Narbona

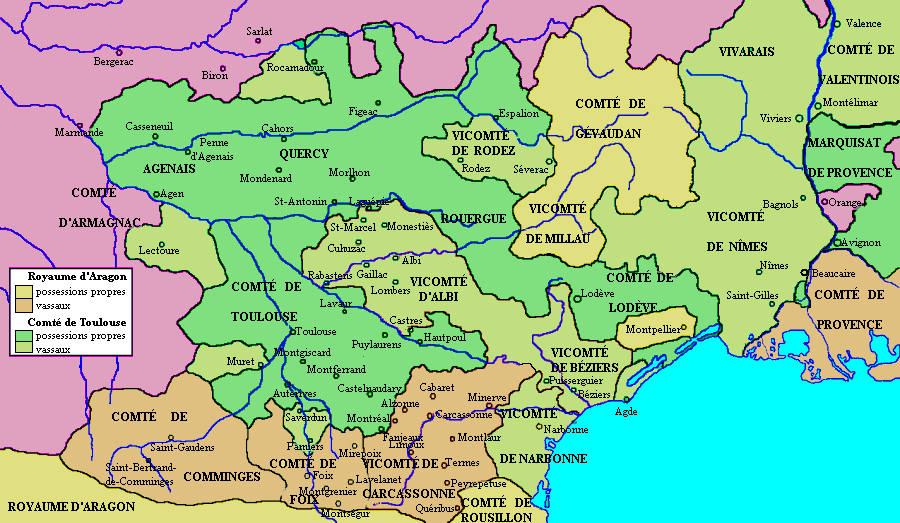
Carta con il viscontado di Narbona

I Visconti di Narbona erano le autorità secolari feudali di Narbona in età medievale. 

Narbona era stata, fino all'inizio dell'VIII secolo d.C., capitale della provincia visigota della Settimania. 

Dopo la Conquista islamica della penisola iberica, tra il 719 ed il 759, i Mori occuparono Narbona, il cui nome divenne Arbuna, la conquista di Narbona viene ricordata nella Histoire générale de Languedoc. I Mori poi vennero sconfitti e cacciati da Narbona dal re dei Franchi, Pipino il Breve.

In età carolingia, Narbona divenne il centro principale di un territorio soggetto inizialmente al re dei Franchi, poi al re d'Aquitania, ed infine, dopo la creazione, nell'817, della marca di Spagna, come viscontea di Narbona, nominalmente, prima ai marchesi di Gotia e poi ai conti di Tolosa. 

Nel corso del XII secolo, regnante Ermengarda di Narbona, il centro fu interessato da una significativa fioritura artistica e culturale. 

Nel XV secolo Narbona fece parte della contea di Foix, venendo definitivamente assorbita nelle terre della corona francese nel 1507.

## Visconti di Narbona

### Visdomini carolingi
- Milone (759-782)
- Magnario (782-793)
- Sturmione (793-800)
- Ademaro (800-817)

### Visconti
- Quixilà (817-821)
- Agilberto (821-832)
- Stefano (832-836)
- Ermenardo 836-852
  - Ausento (con Ermenardo) 836-852.
- Alarico 852-876
  - Franco I (con Alarico) 852-876.

### Visconti indipendenti
- Lindoi (876-878)
- Maiol I (878-911)
- Alberico II (911-919 circa)
- Franco II (919-924)
- Oddone I (924-933)
  - Volverado (con Oddone I 924-926 circa)
- Matfredo (933-966 or 969)
  - Maiol II (con Matfredo, 933-952)
- Raimondo I (c. 969-1019/1023)
  - Adelaide di Narbona (con Raimondo I, 969-990)
- Berengario I (1019/1023-c. 1067)
- Raimondo II (1067-1068)
- Bernardo (1067-1077)
- Aimerico I (1077-1105)
- Aimerico II (1105-1134)
- Ermengarda (1134-1192)
  - Alfonso Giordano, conte di Tolosa, rivendicò la reggenza di Narbona tra il 1134 ed il 1143 durante la minore età di Ermengarda
  - Aimerico Manrique de Lara co-regnante con la zia Ermengarda, dal 1167 al 1177

### Casato di Lara
- Pedro Manrique de Lara (1192-1202)
- Aimerico III di Narbona (1194-1236)
- Amalrico I di Narbona (1236-1270)
- Aimerico IV di Narbona (1270-1298)
- Amalrico II di Narbona (1298-1328)
- Aimerico V di Narbona (1328-1336)
- Amalrico III di Narbona (1336-1341)
- Aimerico VI di Narbona (1341-1382)
- Guglielmo I di Narbona (1382-1397)
- Guglielmo II di Narbona (1397-1424)

### Casato di Tinières
- Guglielmo III (1424-1447)

### Casato di Foix
- Gastone IV di Foix (1447-1468)
- Giovanni di Foix-Étampes (1468-1500)
- Gaston de Foix-Nemours (1500-1507)
- il titolo passa a Luigi XII di Francia